# L'Effet aquatique
Pour plus de détails, voir Fiche technique et Distribution.
L'Effet aquatique est un film franco-islandais réalisé par Sólveig Anspach, sorti en 2016.
C'est un film posthume de la réalisatrice, disparue en août 2015 des suites d'un cancer. Le film reprend plusieurs personnages de Queen of Montreuil, le film précédent de la réalisatrice, dont celui du grutier. L'Effet aquatique est le dernier volet d'une trilogie commencée avec Back Soon en 2008 et Queen of Montreuil en 2011.
Sólveig Anspach et Jean-Luc Gaget reçoivent pour ce film le  César 2017 du meilleur scénario original il a été publié en 2016

## Synopsis
Samir, la quarantaine dégingandée, grutier Montreuillois, tombe raide dingue d'Agathe. Comme elle est maître-nageuse à la piscine Maurice Thorez, il décide, pour s’en approcher, de prendre des leçons de natation avec elle, alors qu’il sait parfaitement nager. Mais son mensonge ne tient pas trois leçons, Agathe déteste les menteurs. Choisie pour représenter la Seine-Saint-Denis, Agathe s’envole pour l’Islande où se tient le 10e Congrès International des Maîtres-Nageurs. Morsure d’amour oblige, Samir n’a d’autre choix que de s’envoler à son tour.

## Fiche technique
- Titre français : L'Effet aquatique
- Réalisation : Sólveig Anspach avec la collaboration de Jean-Luc Gaget
- Scénario et dialogues : Sólveig Anspach et Jean-Luc Gaget
- Directeur photo : Isabelle Razavet
- Montage : Anne Riegel
- Décoration et costumes : Marie Le Garrec
- Montage son et mixage : Jean Mallet
- Musique : Martin Wheeler
- Producteurs: Patrick Sobelman et Skuli Malmquist
- Société de production : Ex Nihilo, en association avec Indéfilms 3
- Pays d'origine :  France -  Islande
- Durée : 83 minutes
- Dates de sortie : 
  - France : 18 mai 2016 (Festival de Cannes) ; 8 juin 2016 (Festival de Cabourg) ; 29 juin 2016 (sortie nationale)
  - Belgique : 24 juin 2016 (Festival du film européen de Bruxelles) ; 29 juin 2016 (sortie nationale)
  - Suisse : 29 juin 2016 (Suisse romande)
  - Islande : 29 septembre 2016 (Festival de Reykjavik)

## Distribution
- Samir Guesmi : Samir
- Florence Loiret Caille : Agathe
- Philippe Rebbot : Reboute
- Stéphane Soo Mongo : Youssef
- Ingvar E. Sigurðsson : Siggi
- Didda Jónsdóttir : Anna
- Estéban : Daniel
- Olivia Côte : Corinne
- Frosti Runólfsson : Frosti
- Barði Jóhannsson : le chanteur

## Autour du film
Le film a été influencé par Deep end de Jerzy Skolimowski.
La réalisatrice a pu mener jusqu'aux deux tiers le montage image du film, la fin du montage a été assurée par ses proches collaborateurs.

## Distinctions
- Festival de Cannes 2016 : Prix SACD de la Quinzaine des réalisateurs[5]
- Festival du film de Hambourg 2016 : nomination pour le prix de la critique
- César 2017 : Meilleur scénario original